# General San Martín (departamento de Córdova)

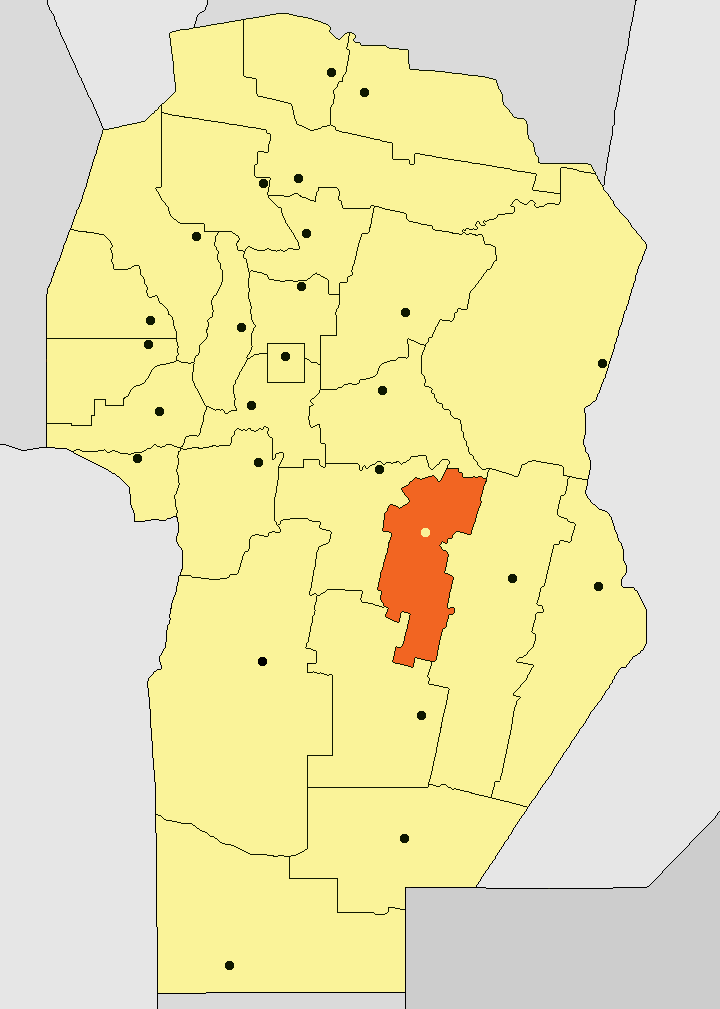
Mapa da Cidade de Córdoba

General San Martín é um departamento da Argentina, localizado na província de Córdoba. Possuía, em 2019, 142.892 habitantes.